# Adrien de Sarrazin
Adrien Jean Paul François Anne, comte de Sarrazin (Château de Bezay, Nourray, 25 octobre 1775 - Vendôme, 26 septembre 1852), est un écrivain français.

## Biographie
Issu d'une vieille famille aristocratique (famille de Sarrazin), il fait l’École militaire en 1787 puis l’École d'artillerie de Brienne en 1791 mais est chassé comme noble en 1793.
Refusant de servir l'Empire, il devient chef de cabinet de Decazes sous la restauration mais se brouillant avec lui, démissionne.

## Œuvres
- Le Caravansérail, ou Recueil de contes orientaux, ouvrage traduit sur un manuscrit persan, Schoell, 1811
- Contes nouveaux et nouvelles nouvelles, 4 vol., Schoell, 1813
- Bardouc, ou le Pâtre du Mont-Taurus, F. Louis, 1814
- Azendai, mélodrame comique en 3 actes, Théâtre de la Porte-Saint-Martin, avec Louis-Charles Caigniez, 1818
- Le Point-d'honneur, vaudeville en un acte, avec Benjamin Antier et Gabriel-Alexandre Belle, 1825
- Œuvres du comte Adrien de Sarrazin, Gosselin, 1841
- Une fête par entreprise, comédie en 5 actes, en vers octomètres, posthume, 1876